# Harald Witthöft
Harald Witthöft (* 6. Juli 1931 in Lüneburg; † 10. August 2023 in Siegen) war ein deutscher Historiker und Hochschullehrer.

Harald Witthöft besuchte das Johanneum Lüneburg und legte 1953 das Abitur ab. Er studierte Geschichte und Geographie an der Universität Göttingen, an der er 1959 mit einer Arbeit zur Lüneburger Handelsgeschichte promoviert wurde. Er war von 1960 bis 1962 Mitarbeiter am Institut für wissenschaftlichen Film in Göttingen und anschließend Assistent für Wirtschaftsgeschichte an der Universität Melbourne. 1963/64 arbeitete er als Lecturer. 1964/65 war er als Historiker am Institut für Film und Bild in Wissenschaft und Unterricht in München tätig. 
Von 1965 bis 1970 war er Dozent an der Pädagogischen Hochschule Lüneburg. 1970 wurde er als Professor für Wirtschafts- und Sozialgeschichte sowie Didaktik an die Universität Siegen berufen, an der er bis 1996 lehrte. Sein Forschungsgebiet war vor allem die historische Metrologie. Er erforschte insbesondere die Rechnung zwischen Gold und Silber (inter aurum et argentum) in historischen Texten des frühen Mittelalters. Seine Tochter ist die Germanistin Christiane Witthöft.

## Schriften (Auswahl)
- Die Lüneburger Saline. Salz in Nordeuropa und der Hanse vom 12.–19. Jahrhundert. Eine Wirtschafts- und Kulturgeschichte langer Dauer. Rahden/Westf. 2010.
- Maß und Gewicht in Gesetzen und Verordnungen seit fränkischer Zeit und dem frühen Mittelalter. Vor allem im Deutschen Reich vom 17. bis ins 19. Jahrhundert (= Handbuch der historischen Metrologie. Band 8). Scripta-Mercaturae-Verlag, St. Katharinen 2007.
- (Hrsg.): Handbuch der historischen Metrologie. 8 Bände. Scripta-Mercaturae-Verlag, St. Katharinen 1991–2007.
- Münzfuß, Kleingewichte, Pondus caroli und die Grundlegung des nordeuropäischen Maß- und Gewichtswesens in fränkischer Zeit. Scripta-Mercaturae-Verlag, Ostfildern 1984.
- Umrisse einer historischen Metrologie zum Nutzen der wirtschafts- und sozialgeschichtlichen Forschung. Maß und Gewicht in Stadt und Land Lüneburg, im Hanseraum und im Kurfürstentum/Königreich Hannover vom 13. bis zum 19. Jahrhundert (= Veröffentlichungen des Max-Planck-Instituts für Geschichte. Band 60). 2 Bände, Vandenhoeck und Ruprecht, Göttingen 1979.
- Industrie- und Handelskammer Hildesheim 1866–1966. Musterschmidt, Frankfurt am Main/Berlin/Zürich 1966.
- Das Kaufhaus in Lüneburg als Zentrum von Handel und Faktorei, Landfracht, Schiffahrt und Warenumschlag bis zum Jahre 1637. Museumsverein für das Fürstentum Lüneburg, Lüneburg 1962 (zugleich: phil. Diss., Göttingen, Universität, 1959).